# Корнійчук Олександр Васильович
Олександр Васильович Корнійчук (нар. 27 квітня 1981, місто Полонне, Хмельницька область) — голова Рівненської обласної ради у 2016 році. Кандидат наук з державного управління (2011).

## Біографія
У 1998 році закінчив загальноосвітню середню школу № 1 міста Полонного. У 1999—2004 роках — студент Національного університету «Острозька академія» за спеціальністю документознавство та інформаційна діяльність, здобув кваліфікацію інформаційного аналітика. У 2005 році закінчив магістерську програму «Державне управління» у Національному університеті «Острозька академія».
З 2006 по 2010 рік працював на посаді 1-го заступника міського голови Острога Рівненської області.
У 2011 році здобув ступінь кандидата наук з державного управління у Львівському регіональному інституті державного управління Національної академії державного управління при Президентові України.
З 2011 по 2015 рік працював старшим викладачем кафедри документознавство та інформаційна діяльність Національного університету «Острозька академія». Одночасно, у 2012—2014 роках керував приватним підприємством «Острог-Ресурс», а у 2014 році — ТзОВ «Ледос».
З 10 листопада 2014 року по березень 2016 року — керівник апарату Рівненської обласної державної адміністрації.
11 березня 2016 — 8 вересня 2016 року — голова Рівненської обласної ради.
З 8 вересня 2016 року — 1-й заступник голови Рівненської обласної ради.

## Громадська діяльність
У 2002—2006 роках — депутат Острозької міської ради.
У 2006—2010 роках — депутат Рівненської обласної ради.
З 2010 року — депутат Острозької міської ради.
З 2012 року — помічник народного депутата України на громадських засадах.
У 2014 році обраний депутатом Рівненської обласної ради від БПП «Солідарність».
Лауреат Премії Кабінету Міністрів України за особливі досягнення молоді у розбудові України (2008)[8].